# 危全讽
危全讽（9世纪—909年），字上谏，晚唐军阀，从中和五年（885年）至天祐六年（909年）控制抚州二十余年，顶峰时期还控制了邻近三个州。唐亡后，他还控制了这些地区一段时间，但在天祐六年被新建的弘农郡国的军队所败，领地也被弘农所併。

## 背景及夺取抚州
危全讽在两唐书和新旧五代史中均无传，故包括其生年在内的背景记载不详，只知道他是南城县人。据《九国志》，他是临川南越人，世代为农夫。危全讽出生时，身体为赤色而长毛，醜状惊人，父母不想养他，在姐姐保护下才得以保全。危全讽长大后，体质明秀，豪勇任气。
乾符末年，临川贼寇作乱，危全讽召集同乡少年，以自家为军营，同乡都依赖他。安南都护谢肇奉诏安抚江岭，听闻了危全讽的事迹，予以嘉奖，补为讨捕将，上表加职。贼帅黄天感据龙安乡，朱从立据石牛洞，官军屡败。谢肇派危全讽去讨伐，一年就平定了。
中和二年（882年），另一当地首领、已占领南城所属的抚州的钟传攻陷洪州，七月，被唐僖宗任为江西观察使，钟传离开抚州。群盗数千劫掠抚州，钟传不能制，危全讽兄弟与民团首领彭玕并力攻之，斩其贼帅，众盗遂奔溃。中和五年（885年）三月，黄巢余党柳彦章攻破临川，逐郡守李某，大掠而去。危全讽趁机接管抚州，并派弟弟危仔倡接管邻近的信州。钟传表危全讽为抚州刺史。当时抚州衙署、城郭都被烧毁，危全讽悉心治理，招抚流民，和他们一起修补断壁残垣，没几年就恢复如初。大顺元年（890年）时，他已官至金紫光禄大夫、检校工部尚书、使持节抚州诸军事，抚州刺史兼御史大夫、上柱国。这年匡仁禅师率徒弟到抚州，危全讽对他很景仰，坚请他住在书山，即后来的疏山。
乾宁四年（897年），危全讽依附镇东军节度使钱镠。时淮南节度使杨行密刚打败仗失去黄州，其部下舒州刺史马珣收黄州散卒三百，间道东袭抚州。危全讽列四壁，都有一万人。马珣谓诸将曰：“为诸君击中壁，食其谷以归。”乘夜击之，大破，危全讽仅以身免，马珣在其营中饮宴并夺取锐利兵器。次日马珣多张旗帜，击鼓循山而下，危全讽诸营溃。马珣回师，杨行密骂其没有趁机占据抚州。

## 投降钟传
唐昭宗天复元年（901年），时任镇南军节度使的南平王钟传因危全讽在自立诸郡中最强且骄傲不逊，亲自率军攻危全讽于抚州。围城期间，城中夜间失火，钟传部将建议他趁机进攻。钟传答：“乘人之危不是仁举。”还祈祷：“惩罚危全讽的时候，别惩罚百姓。”刚祈祷完，火就灭了。事后，危全讽听闻钟传所为，遣使谢罪，将女儿嫁给钟传长子钟匡时。此后，他至少在名义上成为钟传的盟友。从此危全讽开始有些以待上司之礼待钟传，但镇南军还是常常畏惧他。
天祐三年（906年），钟传死，镇南士兵起初拥戴钟匡时继任。危全讽说：“让钟郎君做三年节度使，然后我当自己做。”但钟传养子江州刺史钟延规恨不得士卒支持，投降了杨行密之子和继承人淮南节度使杨渥。后杨渥以部下昇州刺史秦裴为西南行营都招讨使，败俘钟匡时，钟氏领地皆被杨渥占有，危全讽不能救。杨渥自兼镇南节度使。时任吉州刺史的彭玕不服，通好武安军节度使马殷求援，又与危全讽、危仔倡和虔州刺史卢光稠等深相结纳，图谋进取江州。

## 钟匡时灭亡后
天祐四年（907年）唐朝亡，分裂成很多邦国，淮南已成为新建立在杨渥及其弟和继承人杨隆演治下的弘农郡国。五年（908年）十二月，危全讽为弘农所败，危仔倡乞师于吴越国。六年（909年），危全讽不仅占有抚州、信州，还占有袁州和吉州，调四州军队，自称十万。
弘农宣歙观察使王茂章叛投吴越，出使后梁途经临川，得知危全讽要起事，请求检阅危全讽的将士。于是危全讽在城郊将军队摆开，和王茂章一起登城检阅。但王茂章说淮南有三等将，危全讽的军队只够当下将，再多十万也没用。危全讽不能答，却不听，六月，自称镇南节度使，攻洪州，谋复钟传故地。周边各郡都出兵相助。弘农镇南节度使刘威只有一千人，人数处于很大劣势。刘威秘密向杨隆演告急，假装无所谓，每日饮宴。危全讽闻讯犹豫了，停留于象牙潭，求助于西面当时已为楚王的马殷。马殷派指挥使苑玫会合危全讽所部袁州刺史彭彦章，围弘农治下高安，以助危全讽，危全讽军势很大。
弘农摄政徐温为应对危、马的联合进攻，任步军都指挥使周本为西南面行营招讨应援使，率七千军抵抗危全讽。周本认为马殷想做的只是帮助危全讽，并不是真的要攻陷高安，决定不顾高安围城，直接进军象牙潭迎战危全讽。七月他到后，与危全讽隔溪布阵，驱使弱兵在前，疾攻危全讽营垒，危全讽因敌军少，笑之，被诱来攻。危全讽军渡溪攻周本，周本先遣小校王舆等率劲卒出敌后取危全讽水栅，乘高疾呼，危全讽军溃逃，未及交锋，多自相践踏或溺死。周本建大将旗鼓，徐徐追杀，危全讽据床瞪视，不及指挥，周本于阵中生擒危全讽及将士五千人，又攻袁州，擒彭彦章。随后，危仔倡奔吴越，危全讽余下的地盘也都被弘农控制。
先前危全讽素知饶州修道人陈允升是异人，迎置郡中，独处一室。陈允升曾闲坐，危全讽对他说：“丰城橘美，我颇思之。”陈允升说：“正有一船橘停泊在牢城港，现在为您取之。”港距城十五里，陈允升一会儿就提着一布囊数百颗橘子回来，和危全讽一起吃。危全讽有姻亲卖黄金，郡中黄金不足，就动辄呵责下属，陈允升说：“别生气。”取厚纸以药涂之，投火中，都成黄金。危全讽与吴军战前，陈允升离开，说：“慎勿入口中。”危全讽不悟，果然败于象牙潭。
危全讽被送往弘农都城广陵。杨隆演亲自诘问，危全讽不回答。因数十年前危全讽曾在杨行密攻打赵锽接管宣歙时提供粮食，杨隆演释放了他，还给他很多钱。早先润州刺史安仁义在邗沟以西造的房子，也赐给了危全讽。同年，危全讽寿终正寝。危全讽诸子分别按各自的才干得以录用。弟弟危仔倡之子元德昭于吴越国官至丞相。
元顺帝至正二十二年（1362年）十二月，诏加封危全讽为南庭忠烈灵惠王。

## 政绩
危全讽敬爱宾客，善于抚恤士民，颇有巧思，多有兴创，北宋时抚州的城郭馆署都是他在任时遗留的。

## 作品
1. 《重修抚州公署记》
2. 《州衙宅堂记》

## 后人
- 危素，元末明初学者